# Авиационный альянс

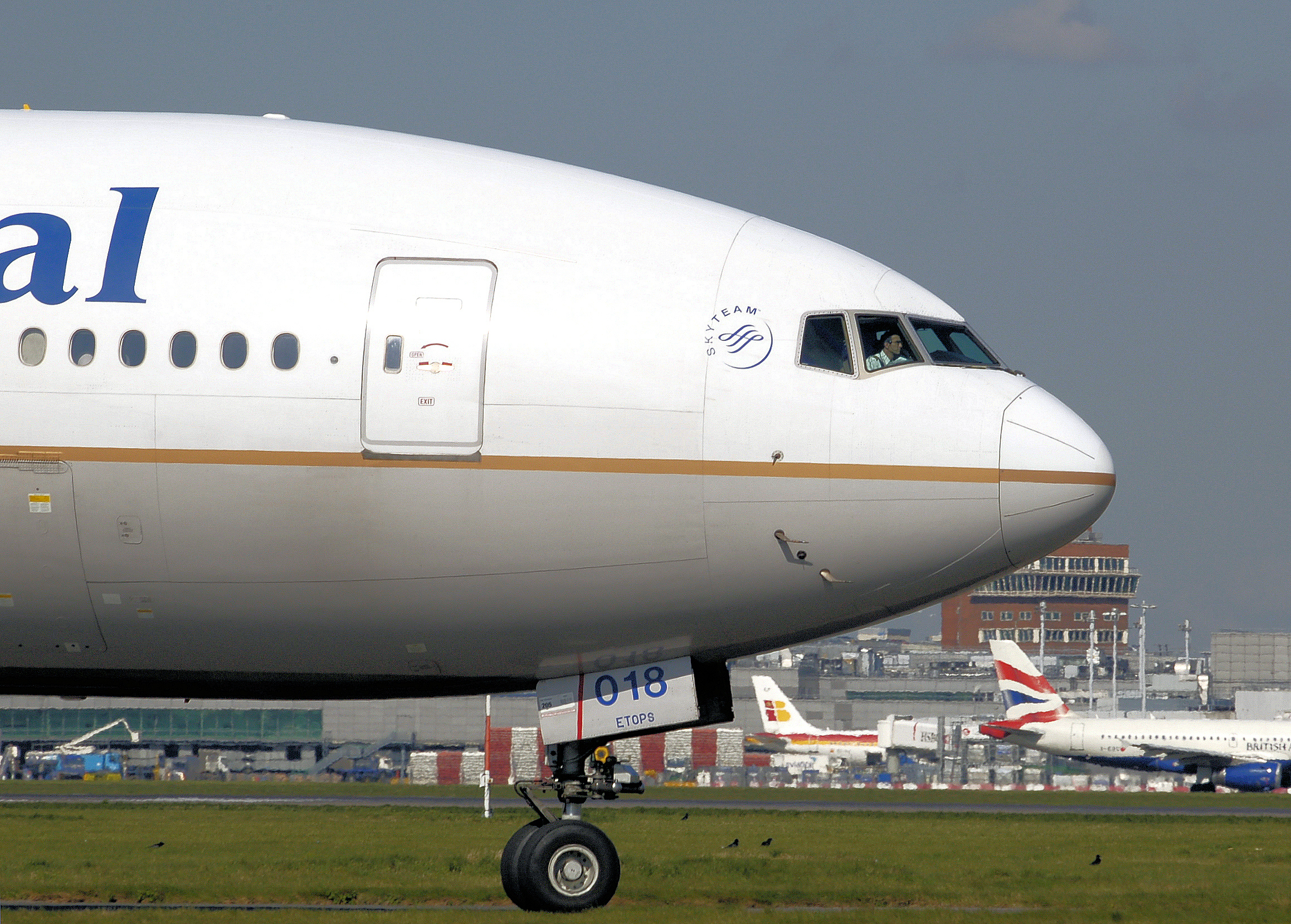
Логотип SkyTeam на борту самолёта Continental Airlines

Авиационный альянс — партнёрское объединение авиакомпаний, позволяющее достичь более высокого уровня международного сотрудничества в коммерческих авиаперевозках. Авиакомпании внутри альянса сохраняют свою юридическую самостоятельность, но при этом унифицируют такие элементы, как система бронирования, бонусная программа для авиапассажиров, вводят совместные рейсы и согласовывают расписание рейсов.
Причиной появления авиационных альянсов считается регулирование воздушного транспорта на национальном уровне. Так коммерческие авиаперевозки между Европой и США регулируются договорами по открытому небу и осуществляются только авиакомпаниями стран-участниц договора. Например, авиаперевозки между США и Францией могут осуществлять только американские и французские авиакомпании. Немецкая авиакомпания не может присутствовать на этом рынке, но благодаря членству в альянсе немецкий авиаперевозчик Lufthansa, например, может предложить такой рейс через код-шеринг с United Airlines.

## Наиболее крупные авиационные альянсы
Пассажирские:
- Star Alliance (27 авиакомпаний[1])
- SkyTeam (19 авиакомпаний)
- Oneworld (15 авиакомпаний[2])

Грузовые:
- WOW[англ.] (объединяет SAS Cargo Group и Singapore Airlines Cargo)[источник не указан 4138 дней]
- SkyTeam Cargo (11 авиакомпаний[3])

Крупным авиационным альянсом являлся распавшийся в 2001 году Qualiflyer Group во главе с швейцарской авиакомпанией Swissair.

В 2006—2010 годах существовал неофициальный альянс Arabesk Airline Alliance, объединявший в разное время от 7 до 10 авиакомпаний арабских стран (некоторые из которых были членами SkyTeam, Star Alliance, Oneworld). Альянс фактически прекратил своё существование после создания в 2010 году Организации авиаперевозчиков Arab Air (AACO), включающей 32 члена

Национальные и региональные авиационные альянсы существуют в различных регионах, но только в Бразилии есть одновременно несколько локальных альянсов. Крупнейшим национальным авиационным альянсом является китайский Xinxing, в который входят шесть китайских авиаперевозчиков, в том числе Hainan Airlines и Sichuan Airlines.